# Genki Nakayama
Genki Nakayama (japanisch 中山 元気 Nakayama Genki; * 15. September 1981 in der Präfektur Yamaguchi) ist ein ehemaliger japanischer Fußballspieler.

## Karriere
Nakayama erlernte das Fußballspielen in der Schulmannschaft der Tatara Gakuen High School. Seinen ersten Vertrag unterschrieb er 2000 bei den Sanfrecce Hiroshima. Der Verein spielte in der höchsten Liga des Landes, der J1 League. Am Ende der Saison 2002 stieg der Verein in die J2 League ab. 2003 wurde er mit dem Verein Vizemeister der J2 League und stieg wieder in die J1 League auf. Für den Verein absolvierte er 34 Ligaspiele. 2005 wechselte er zum Zweitligisten Consadole Sapporo. 2007 wurde er mit dem Verein Meister der J2 League und stieg in die J1 League auf. Am Ende der Saison 2008 stieg der Verein wieder in die J2 League ab. Für den Verein absolvierte er 155 Ligaspiele. 2010 wechselte er zum Erstligisten Shonan Bellmare. Für den Verein absolvierte er drei Erstligaspiele. Danach spielte er bei den Renofa Yamaguchi FC. Ende 2012 beendete er seine Karriere als Fußballspieler.